# Pristimantis tenebrionis
Pristimantis tenebrionis är en groddjursart som först beskrevs av Lynch och Tomoyuki Miyata 1980.  Pristimantis tenebrionis ingår i släktet Pristimantis och familjen Strabomantidae. IUCN kategoriserar arten globalt som starkt hotad. Inga underarter finns listade i Catalogue of Life.